# Acrospermum pallidulum
Acrospermum pallidulum är en svampart som beskrevs av Kirschst. 1938. Acrospermum pallidulum ingår i släktet Acrospermum och familjen Acrospermaceae.   Inga underarter finns listade i Catalogue of Life.